# La Femme aux chimères
Pour plus de détails, voir Fiche technique et Distribution.

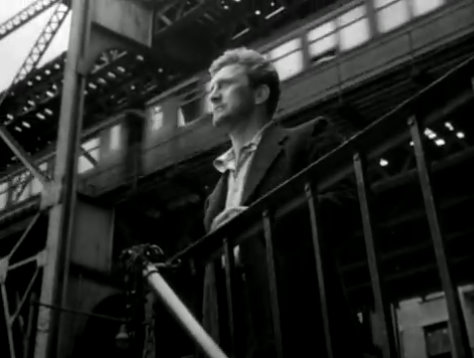
Kirk Douglas

La Femme aux chimères (Young Man with a Horn) est un film américain réalisé par Michael Curtiz, sorti en 1950.

## Synopsis
Pour Rick Martin, orphelin, abandonné à lui-même, la musique s'impose très tôt comme une véritable révélation autant qu'une planche de salut. Fasciné par le jazz, il fait un jour la connaissance d'un trompettiste noir, Art Hazzard, qui le prend sous son aile et fait de lui un virtuose.

## Fiche technique
- Titre original : Young Man with a Horn
- Titre : La Femme aux chimères
- Réalisation : Michael Curtiz
- Scénario : Carl Foreman et Edmund H. North d'après un roman de Dorothy Baker (en)
- Direction artistique : Edward Carrere
- Décorateur de plateau : William Wallace (en)
- Costumes : Milo Anderson
- Photographie : Ted McCord
- Montage : Alan Crosland Jr.
- Musique : Ray Heindorf et Max Steiner
- Production : Jerry Wald
- Société de production : Warner Bros. Pictures
- Société de distribution : Warner Bros. Pictures
- Pays dde production :  États-Unis
- Langue : anglais
- Format : Noir et blanc - 35 mm - 1,37:1 - Son mono (RCA Sound System)
- Genre : Drame
- Durée : 107 minutes
- Dates de sortie : 
  - États-Unis : 9 février 1950
  - France : 4 août 1950

## Distribution
- Kirk Douglas (VF : Yves Furet) : Rick Martin
- Lauren Bacall (VF : Françoise Gaudray) : Amy North
- Doris Day (VF : Madeleine Briny) : Jo Jordan
- Hoagy Carmichael (VF : Claude Péran) : Willie 'Smoke' Willoughby
- Juano Hernández (VF : Pierre Leproux) : Art Hazzard
- Jerome Cowan (VF : Maurice Dorléac) : Phil Morrison
- Mary Beth Hughes (VF : Lita Recio) : Margo Martin
- Nestor Paiva (VF : Robert Dalban) : Louis Galba
- Orley Lindgren : Rick Martin (enfant)
- Walter Reed (VF : Raymond Loyer) : Jack Chandler
- Paul E. Burns et Burk Symon (VF : Georges Hubert) : les deux prêteurs sur gages
- Paul Dubov (VF : Henri Ebstein) : Maxime
- Dan Seymour (VF : Serge Nadaud) : Michel
- Bill Walker (VF : Georges Chamarat) : le pasteur noir aux funérailles d'Art Hazzard

## Musique
- The Very Thought of You

## Autour du film
- Le scénario s'inspire de la vie de Bix Beiderbecke trompettiste et pianiste de jazz américain.
- C'est pendant le tournage de ce film que l'actrice Jean Spangler (qui y joue en tant que figurante) disparaît en octobre 1949[1].